# Staffa
Staffa (skót gael nyelven: Stafa) a Belső-Hebridák egyik lakatlan szigete Skócia Argyll és Bute megyéjében, Mull szigetétől mintegy 6 km-rel nyugatra. Kerülete mintegy 2,5 km. Ónorvég eredetű nevének eredeti jelentősége kb. „oszlopos sziget” (staff=rúd, oszlop).

## Természeti viszonyai
Éghajlata rendkívül csapadékos (>2000 mm/év).
A lakatlan szigeten számos madárfaj fészkel, egyebek közt lundák (Fratercula arctica) is.

## Keletkezése, földtani felépítése
A vulkáni eredetű sziget alsó része harmadidőszaki bazalt lávaár, amit azonos összetételű tufaréteg fed le.
A pleisztocén időszak utolsó eljegesedése idején a Világóceán szintje mintegy 120 méterrel volt alacsonyabb a jelenleginél, és nemcsak a szigetet és környezetét, de még Észak-Írországot is egy Skócia központú jégpajzs borította el. A jégár alakította ki a lankás felszínformákat; fenékmorénájából jött létre az olvadás után talajosodó till. A jégpajzs kiolvadása után a térszín izosztatikus emelkedése nem tartott lépést a vízszint emelkedésével, így az egykor összefüggő szárazulat a hajdani dombhátakat jelző szigetekre szakadt szét.
Az abrázió (a hullámok pusztító munkája) a három–nyolc-, a leggyakrabban hatszöges, oszlopos elválású bazaltból körben a tengerparton látványos, úgynevezett bazaltorgonát alakított ki. A bazaltoszlopok többfelé ívesek. A sziget déli partján egy kisebb földtani törésvonal mentén a hullámok hosszan összetördelték az oszlopokat, és több tucat méter hosszan behatoltak a sziget belseje felé. A lávaárat fedő tufaréteg épségben megőrződött. Így alakult ki a sziget fő nevezetessége, a 69 m hosszú, a bejáratánál 13 m széles Fingal-barlang, amelyben a hullámverés (főleg vihar idején) sajátos hangzása Mendelssohnt is megihlette (Hebridák-nyitány, op. 26.). Hasonlóan abráziósak a sziget kisebb barlangjai, a Boat és a Mackinnon.

## Fordítás
Ez a szócikk részben vagy egészben  a   Staffa című angol Wikipédia-szócikk ezen változatának fordításán alapul.  Az eredeti cikk szerkesztőit annak laptörténete sorolja fel. Ez a jelzés csupán a megfogalmazás eredetét és a szerzői jogokat jelzi, nem szolgál a cikkben szereplő információk forrásmegjelöléseként.